# Episodul 9 (Twin Peaks)
Episodul 9, cunoscut și sub denumirea de „Coma”, este al doilea episod al celui de-al doilea sezon al serialului american Twin Peaks. Acesta a fost regizat de David Lynch în baza unui material redactat de Harley Peyton⁠(d). În rolurile principale apar Kyle MacLachlan, Michael Ontkean, Ray Wise și Richard Beymer, iar în roluri secundare sunt Hank Jennings (Chris Mulkey), Albert Forsenfield (Miguel Ferrer), Jerry Horne (David Patrick Kelly⁠(d)), maiorul Garland Briggs (Don S. Davis⁠(d)), Blackie O'Reilly (Victoria Catlin⁠(d)), Emory Battis (Don Amendolia⁠(d)), doamna Tremond (Frances Bay), Sarah Palmer (Grace Zabriskie) și Doamna cu bușteanul (Catherine E. Coulson⁠(d)).
Twin Peaks urmărește investigarea unui caz de crimă - uciderea liceenei Laura Palmer (Sheryl Lee⁠(d)) - în mica așezare rurală din statul Washington. În acest episod, agentul special al Biroului Federal de Investigații (FBI) Dale Cooper (MacLachlan) își continuă investigația împreună cu șeriful Truman (Ontkean) și agentul special FBI Albert Rosenfield (Ferrer). Între timp, Donna Hayward (Lara Flynn Boyle) și Audrey Horne (Sherilyn Fenn) încearcă să descopere pe cont propriu informații despre cazul Laurei, angajându-se în programul Meals on Wheels, respectiv lucrând clandestin la bordelul One Eyed Jacks.
Episodul 9 a fost difuzat în 8 octombrie 1990 pe canalul American Broadcasting Company (ABC) și a fost urmărit în 14.4 milioane de gospodării din Statele Unite. Episodul a primit recenzii cu precădere pozitive.

## Intriga

### Context
Micul oraș Twin Peaks, Washington, este șocat de uciderea liceenei Laura Palmer (Sheryl Lee) și de tentativa de omor asupra colegei sale Ronette Pulaski (Phoebe Augustine⁠(d)). Agentul special FBI Dale Cooper (Kyle MacLachlan) sosește în oraș pentru a investiga cazul. După ce este împușcat, Cooper îl întâlnește pe Uriaș⁠(d) (Carel Struycken), o figură enigmatică, care îi oferă indicii; două dintre acestea se vor dovedi adevărate și esențiale pentru anchetă, eliminându-l pe Leo Johnson (Eric Da Re⁠(d)) din lista persoanelor suspectate de uciderea Teresei Banks și prevestind moartea lui Jacques Renault (Walter Olkewicz⁠(d)). La One Eyed Jacks, Audrey Horne (Sherilyn Fenn) reușește să evite o relație sexuală cu propriul ei tată (Richard Beymer), iar managerul hotelului Blackie O'Reilly (Victoria Catlin⁠(d)) o mustră. În Twin Peaks, după incendierea fabricii de cherestea Packard de Leo, se confirmă că Shelly Johnson (Mädchen Amick⁠(d)) a supraviețuit, în timp ce Catherine Martell (Piper Laurie⁠(d)) este dată dispărută.

### Evenimente
În timp ce iau micul-dejun împreună la Great Northern Hotel, Dale Cooper îi explică unui Albert Rosenfield (Miguel Ferrer) vizibil plictisit istoria și tradițiile tibetane. Albert continuă să-l informeze cu privire la progresele înregistrate în investigația lor în timpul absenței sale, inclusiv că Jacques Renault nu a fost ștrangulat, ci sufocat cu o pernă; că fabrica a fost incendiată la comandă, cel mai probabil de Leo Johnson, și că Ronette Pulaski (Phoebe Augustine) s-a trezit din comă, dar nu vorbește încă. De asemenea, îl informează că fostul său partener, Windom Earle, a evadat din spitalul de psihiatrie în care a fost internat. În tot acest timp, un bărbat asiatic (Mak Takano) îi privește cu mare atenție.
Donna Hayward (Lara Flynn Boyle) a preluat postul lui Laura din programul Meals on Whells. Aceasta o servește cu mâncare pe doamna Tremond (Frances Bay), care se plânge de prezența cremei de porumb. Porumbul dispare din tavă și reapare în mâinile unui băiețel (Austin Jack Lynch) pe care femeia îl descrie drept nepotul ei „interesat de magie”. Când Donna o întreabă dacă a cunoscut-o pe Laura Palmer, doamna Tremond neagă, dar îi sugerează să-l întrebe pe vecinul ei, domnul Smith. Acesta nu răspunde la ușă, iar îi Donna lasă un mesaj.
Agent Cooper și șeriful Truman (Michael Ontkean) o interoghează în spital pe Ronette Pulaski. Când i se prezintă portretul lui Leo Johnson, neagă că îl cunoaște, dar în momentul în care vede portretul lui BOB⁠(d), aceasta suferă spasme violente și doboară perfuzia intravenoasă. Neștiind dacă să ardă registrul adevărat sau pe cel fals redactat de Josie, Ben Horne (Richard Beymer) și fratele lui Jerry renunță la idee și decid în schimb să mânânce bezele⁠(d). În restaurantul Double R Diner, adjunctul Andy Brennan încearcă să lipească un afiș cu portretul lui BOB pe ușă. După ce Norma Jennings (Peggy Lipton) o certa pentru că și-a scuipat guma de mestecat pe blat, doamna cu bușteanul (Catherine E. Coulson) îi spune maiorului Briggs (Don S. Davis) că bușteanul îi spune „să transmită mesajul”, iar acesta îi răspunde că a înțeles.
La biroul șerifului, Andy îi spune lui Lucy (Kimmy Robertson⁠(d)) că este steril și este uimit de faptul că acesta a rămas însărcinată. Ben Horne contactează poliția și îi anunță că fiica sa Audrey este dispărută de două zile. Jerry îi explică lui Ben că Catherine Martell nu și-a semnat polița de asigurare, temându-se că Josie va beneficia de pe urma documentului. În timp ce aceștia se hotărăsc să contacteze grupul de investiții islandez, Leland Palmer (Ray Wise) intră în birou; când Einar, investitorul, le spune că Leland l-a sunat deja să-i spună despre incendiu, cei doi încearcă să-l liniștească. Leland, după ce zărește un afiș cu BOB, realizează că recunoaște chipul - bărbatul în cauză a locuit lângă casa de vară a bunicului său în copilărie - și pleacă să-l raporteze șerifului. 
La spital, Dr. Hayward (Warren Frost) îi spunei lui Shelly Johnson (Madchen Amick) că soțul ei Leo (Eric Da Re) are leziuni cerebrale. La One Eyed Jacks, Audrey Horne (Sherilyn Fenn) îl întâlnește în privat pe Emory Battis (Don Amendolia⁠(d)), managerul magazinului universal, și îi cere informații. Emory recunoaște că tatăl lui Audrey, Ben Horne, este proprietarul bordelului, iar Emory le-a recrutat pe Laura Palmer și Ronette Pulaski pentru bordel. Mai mult, îi spune că Laura a fost concediată de la bordel din cauza consumului de droguri, dar Ben știa că tânăra este angajată acolo. De asemenea, Laura știa că proprietatea îi aparține lui Ben.
În mașina maiorului, Bobby Briggs (Dana Ashbrook⁠(d)) și Shelly discută despre relația lor. Bobby susține că pot obține până la 5.000 de dolari pe lună dacă decid să-l îngrijească pe Leo. Maiorul Briggs îl vizitează pe Cooper în camera sa de la Great Northern Hotel, unde îi spune că are un mesaj pentru el și îi explică sarcinile funcției sale: întreținerea instalațiilor care monitorizează spațiul cosmic. Mesajul, scris într-o engleză clară, este „bufnițele nu sunt ceea ce par” și a fost detectat în noaptea în care Cooper a fost împușcat. Când Cooper îl întreabă pe Briggs de unde a știut că mesajul este pentru el, Briggs îi arată un alt mesaj din aceeași noapte: cuvântul „Cooper” se repetă de mai multe ori.
La casa familiei Hayward, Donna, James Hurley (James Marshall⁠(d)) și Maddy Ferguson (Sheryl Lee) înregistrează o melodie intitulată „Just You”. Observând că Maddy și James se uită unul la celălalt, Donna iese din cameră vizibil deranjată; în timp ce James încearcă să o consoleze, aceasta primește un apel telefonic din partea lui Harold Smith. În sufragerie, Maddy are o halucinație în care îl vede pe BOB venind spre ea și începe să țipe. Când James și Donna revin în cameră, aceasta este singură pe podea. La Great Northern Hotel, Cooper visează o parte din conversația sa cu Uriașul (Carel Struycken) și fragmente din coșmarul lui Ronette. Este trezit de zgomotul telefonului, iar când răspunde, Audrey Horne îl întreabă de ce nu o caută și îi spune că are probleme. Conversația dintre cei doi este întreruptă de Emory Battis și Blackie O'Reilly. Blackie îi spune tinerei: „Domnișoară Horne, nu știți ce sunt necazurile, nici pe departe”. 